# Carolina de Zweibrucken-Birkenfeld
Carolina de Zweibrücken-Birkenfeld va néixer a Estrasburg el 9 de març de 1721 i va morir a Darmstadt el 30 de març de 1774. Carolina era filla del duc Cristià III de Zweibrucken-Birkenfeld (1674-1735) i de Carolina de Nassau-Saarbrücken (1704-1774). Va ser landgravina de Hessen-Darmstadt i una de les dones més cultivades i influents de la seva època. Carolina era coneguda com La Gran Landgravina, nom amb què l'anomenà Johann Wolfgang von Goethe. Tenia entre les seves amistats diversos escriptors i filòsofs de la seva època, com Johann Gottfried Herder, Christoph Martin Wieland i el mateix Goethe.

## Matrimoni i fills
El 12 d'agost de 1741 es va casar a Zweibrücken amb Lluís IX de Hessen-Darmstadt, fill de Lluís VIII i de Carlota de Hanau-Lichtenberg.
El matrimoni va tenir vuit fills:
- Carolina (1746-1821), casada amb Federic V de Hessen-Homburg
- Frederica Lluïsa (1751-1805), casada amb el rei Frederic Guillem II de Prússia i, per tant, Reina de Prússia
- Luis X (1753-1820. També Archiduc de Hessen amb el nom de Lluís I
- Amàlia Frederica (1754-1832), casada amb Carles Lluís de Baden
- Guillemina Lluïsa (1755-1776), casada amb Pau I de Rússia i, per tant, tsarina de Rússia
- Lluïsa Augusta (1757-1830), casada amb l'Archiduc Carles August de Saxònia-Weimar-Eisenach
- Frederic (1759-1802)
- Cristià (1763-1830)